# Aduana de los Estados Unidos (Nueva York)

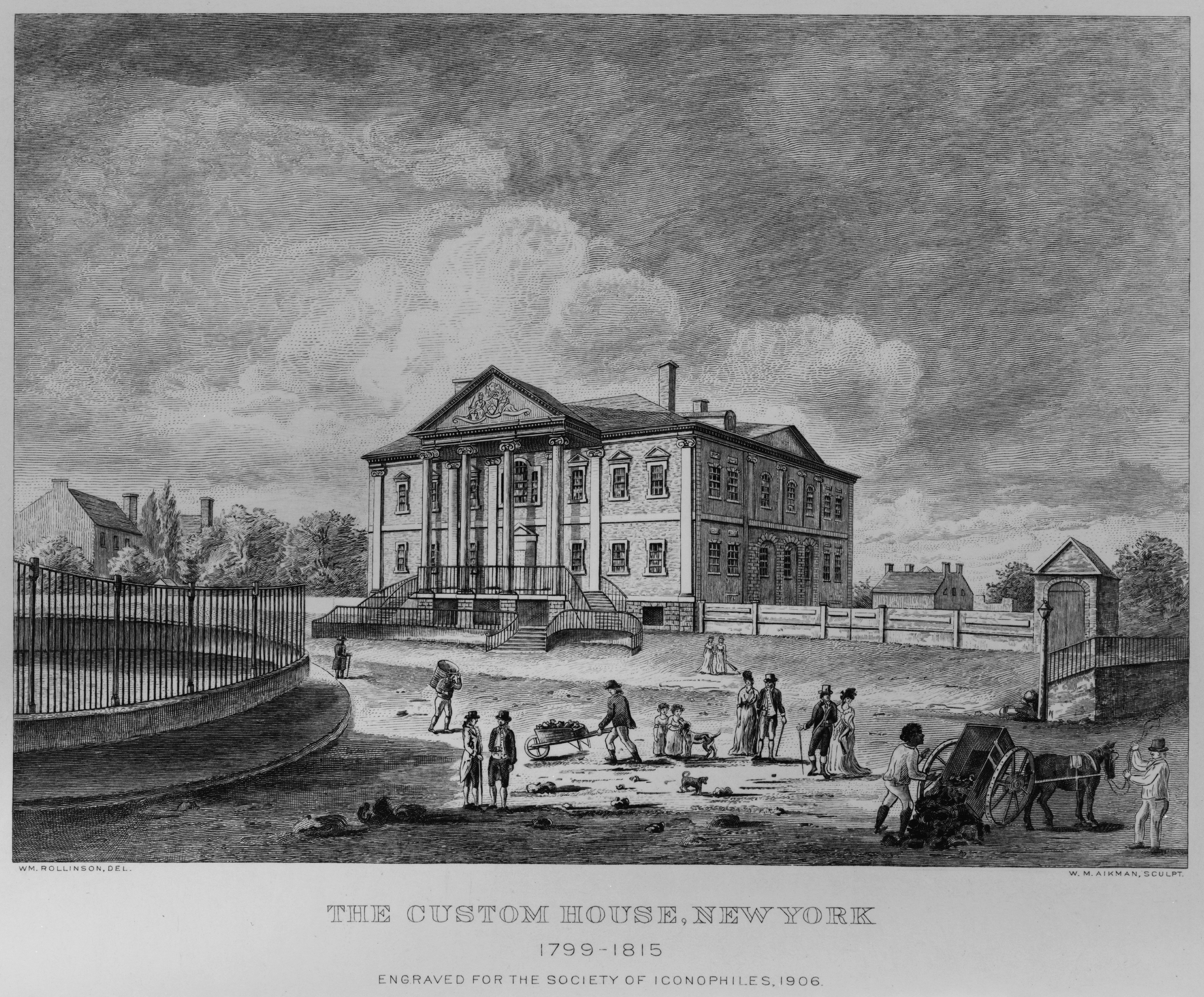
La Aduana, Nueva York, 1799–1815

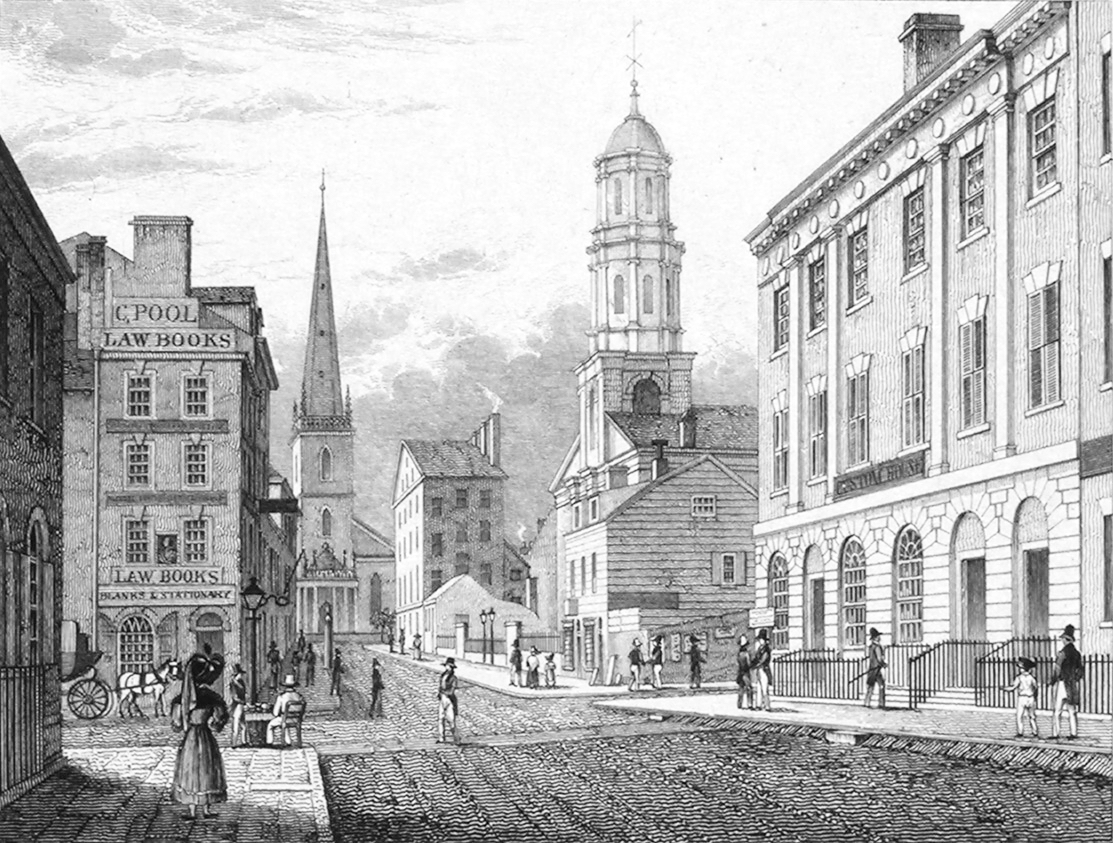
Librería y salón de lectura reconvertidas en el 26 de Wall Street (derecha)

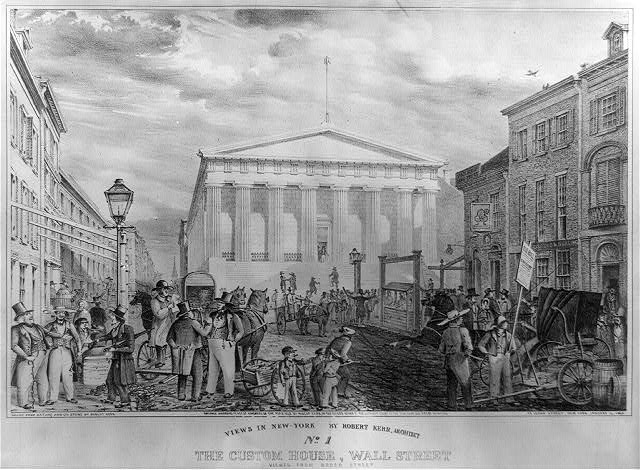
La aduana de 1842, hoy el Federal Hall National Memorial

La aduana se mudó al antiguo Merchants' Exchange Building en 1863.

La Aduana de los Estados Unidos, algunas veces referida como la Aduana de Nueva York, fue el lugar donde el Servicio de Aduanas de los Estados Unidos cobraba los aranceles de bienes importados a la ciudad de Nueva York.

## Ubicaciones
La aduana existió en diversas ubicaciones a través de los años. Entre 1790 y 1799, se encoontraba en South William Street, frente a Mill Lane, en la dirección 5 Mill Street. Entre 1799 y 1815, estuvo en la Government House, más o menos en el antiguo sitio del Fort Amsterdam. Entre 1817 y 1834, estuvo en una librería y sala de lectura reconvertidas en Wall Street al lado este de Nassau Street. Ese edificio fue demolido para la construcción de una nueva aduana en el mismo sitio que fue terminada en 1842 y que fue diseñada por John Frazee, y que hoy es el Federal Hall National Memorial. From 1862 it was in the Merchant's Exchange Building at 55 Wall Street. En 1907 se mudió a un nuevo edificio, hoy llamado la Alexander Hamilton U.S. Custom House, construida en el sitio donde antes se ubicaba la Government House  en el lado sur de Bowling Green. El servicio de aduanas firmó un alquiler de largo plazo con la Autoridad Portuaria de Nueva York y Nueva Jersey por el edificio Six World Trade Center en 1970, y alojó a la aduana hasta 1973. Luego que el World Trade Center fue destuido durante los ataques del 11 de septiembre en el 2001, los empleados fueron mudados a distintos lugares en Manhattan, Queens, y Elizabeth en New Jersey.
El Servicio de Aduanas fue dividido en varias agencias en el 2003. Una de sus sucesoras, la Oficina de Aduanas y Protección Fronteriza de los Estados Unidos, planeó regresar al nuevo World Trade Center, mudándose al One World Trade Center.

## Importancia
En el siglo XIX, el Puerto de Nueva York era el principal puerto de entrada de mercadería de los Estados Unidos. En 1853, por lo pronto, recolectó casi el 75% de los aranceles del país. Hasta la aprobación de la 16° enmienda en 1913, que estableció un impuesto a la renta nacional, la Aduana de Nueva York entregaba dos tercios del ingreso del gobierno federal. La cantidad de dinero que circulaba a través de la aduana hacía que trabajar ahí fuera una posición privilegiada y la corrupción estaba generalizada. En un momento, 27,000 personas aplicaron por tan sólo 700 posiciones abiertas en la aduana.

## Patronato
Hasta las reformas al servicio civil de fines del siglo XIX, todos los empleados de la aduana eran nombrados políticamente. El Presidente nombraba a las cuatro principales autoridades: Recaudador de aduanas, Oficial Naval , Supervisor de aduanas y Tasador de aduanas. El patronato de la aduana fue sujeto de gran debate durante la administración del presidente Rutherford B. Hayes, a medida que Hayes pretendía establecer un sistema de nombramiento basado en el mérito, mientras que el senador Roscoe Conkling deseaba mantener el spoils system, bajo el cual él controlaba el patronato ahí. Un recaudador de aduanas, Chester A. Arthur (1871–1878), se convirtió luego en Presidente de los Estados Unidos. Se decía que Arthur había hecho varias veces más fortuna como recaudador que como abogado, aproximadamente $50,000 anuales en sus primeros tres años en esa oficina.